# Finanzbehörde
Finanzbehörde ist eine Behörde, die mit Finanzverwaltung beauftragt ist. In manchen Ländern heißen sie Abgabenbehörden, Steuerbehörden, Steuerinspektionen etc.

## Deutschland

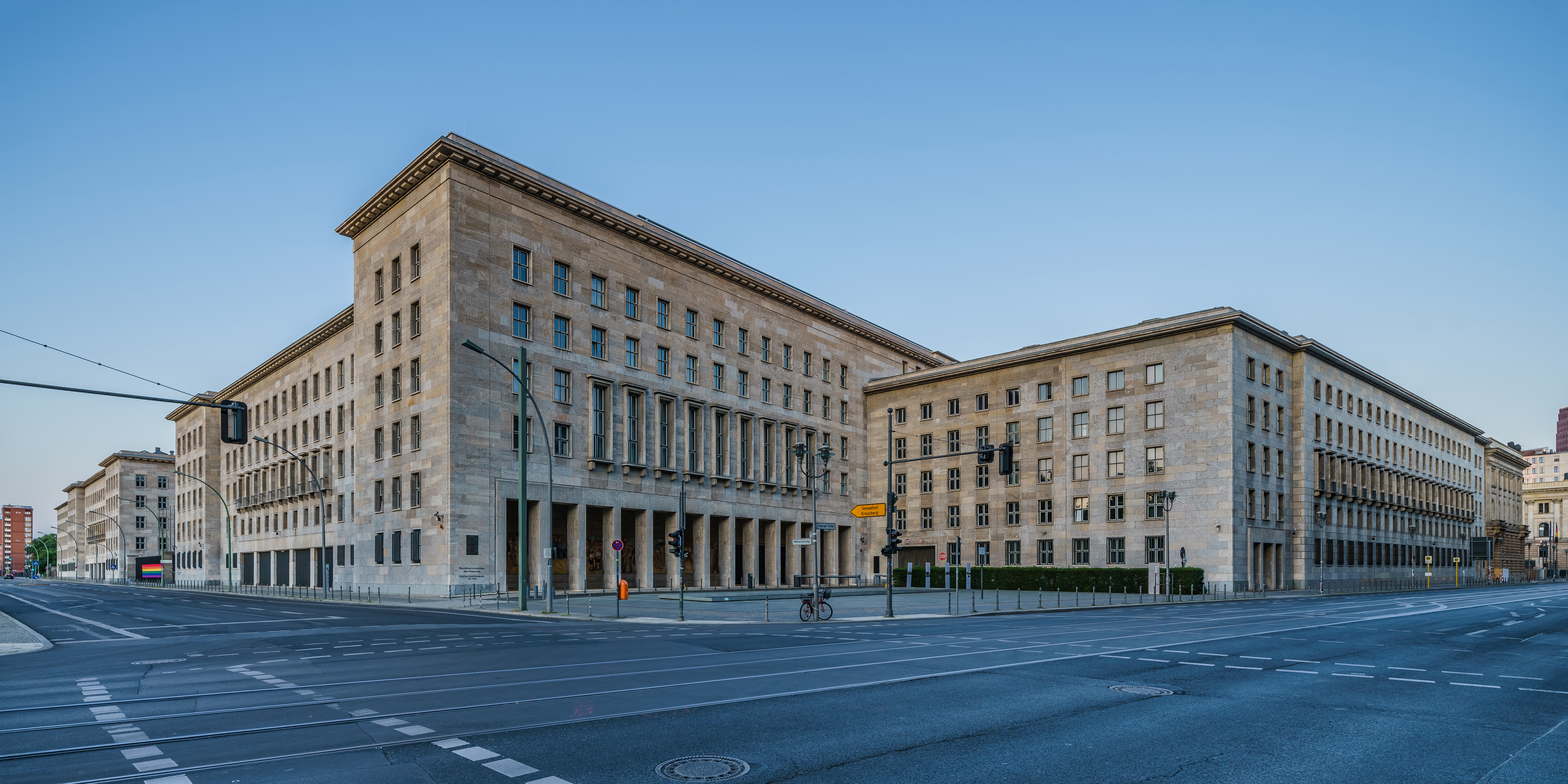
Der Sitz des Bundesministeriums der Finanzen, Berlin

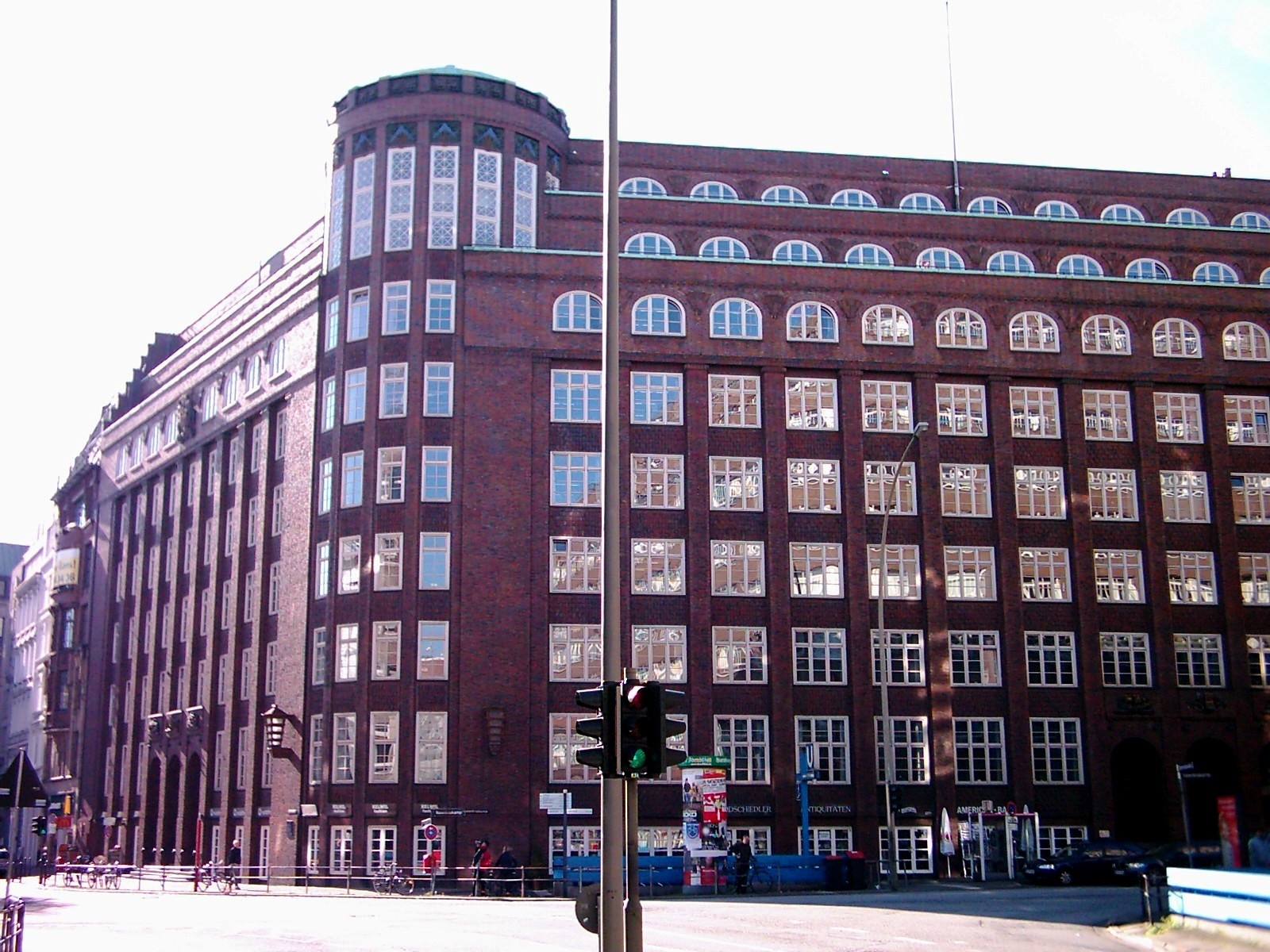
Die Finanzbehörde in Hamburg, erbaut nach Plänen des Architekten Fritz Schumacher in den Jahren 1918 bis 1926

Finanzbehörden im Sinne der Abgabenordnung sind nach § 6 Abs. 2 AO die folgenden im Gesetz über die Finanzverwaltung genannten Bundes- und Landesfinanzbehörden:
1. das Bundesministerium der Finanzen und die für die Finanzverwaltung zuständigen obersten Landesbehörden als oberste Behörden,
2. das Bundeszentralamt für Steuern als Bundesoberbehörde,
3. Rechenzentren als Landesoberbehörden,
4. die Oberfinanzdirektionen und das Zollkriminalamt als Mittelbehörden, bzw. die nach dem Finanzverwaltungsgesetz oder nach Landesrecht an Stelle einer Oberfinanzdirektion eingerichteten Landesfinanzbehörden, zum Beispiel das Bayerische Landesamt für Steuern oder das Landesamt für Steuern und Finanzen in Sachsen,
5. die Hauptzollämter einschließlich ihrer Dienststellen (Zollämter, Zollkommissariate), die Zollfahndungsämter, die Finanzämter und die besonderen Landesfinanzbehörden als örtliche Behörden,
6. Familienkassen,
7. die zentrale Stelle im Sinne des § 81 Einkommensteuergesetz und
8. die Bundesknappschaft/Verwaltungsstelle Cottbus (§ 40a Abs. 6 EStG).

Finanzbehörde im Sinne einer traditionellen Bezeichnung (Name) ist
1. die Finanzbehörde der Freien und Hansestadt Hamburg, die dort als Finanzministerium fungiert.

## Österreich

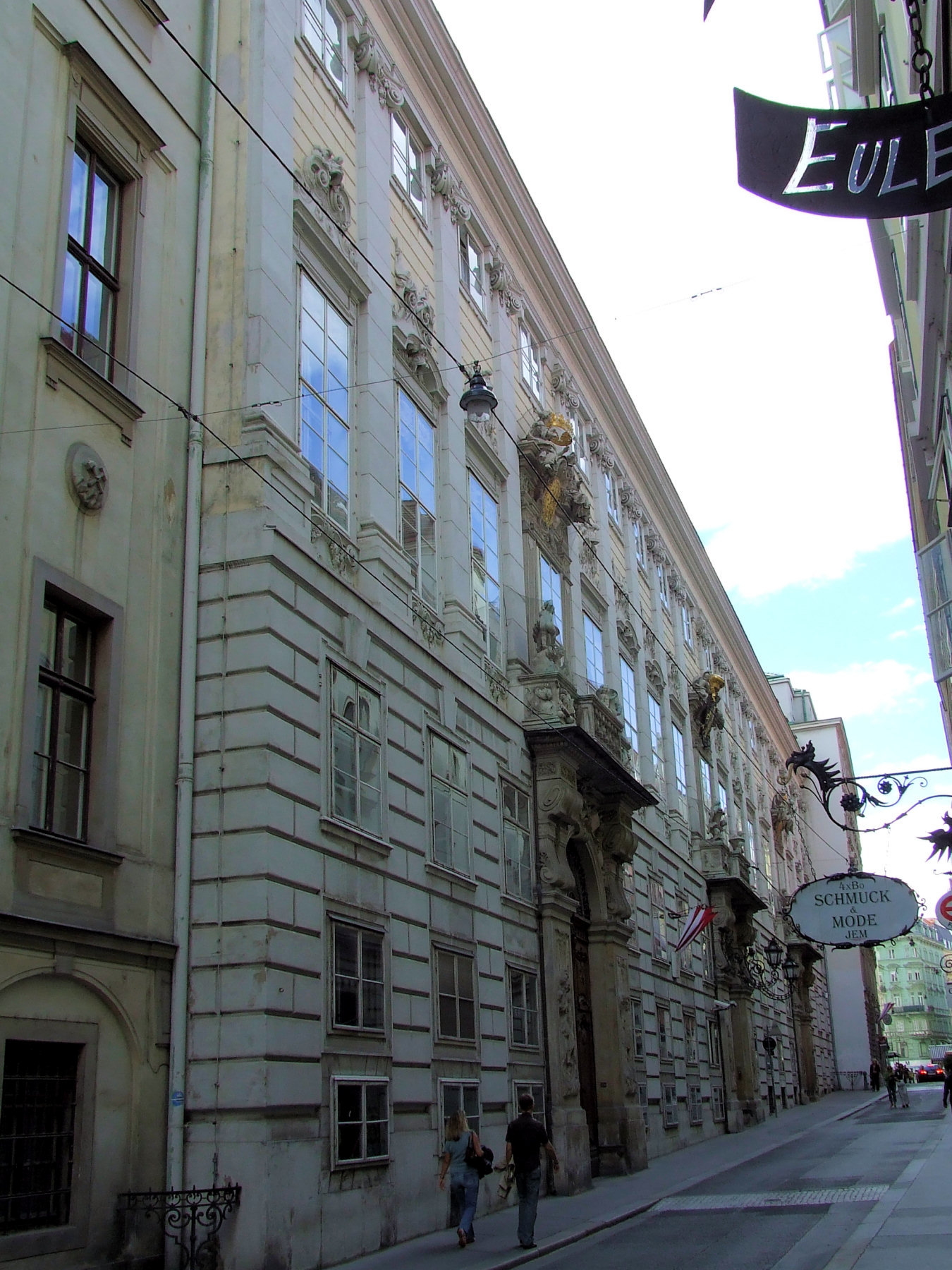
Wien: Der Sitz des BMF im ehem. Stadtpalais des Prinzen Eugen bis 2007

Die Bundesabgabenordnung (BAO) spricht von „Abgabenbehörden“. Diese sind laut § 49 BAO die Behörden der Abgabenverwaltung des Bundes, der Länder und Gemeinden, welche mit der Erhebung der öffentlichen Abgaben (ausgenommen Verwaltungsabgaben) und Beiträge betraut sind.
Das Abgabenverwaltungsorganisationsgesetz 2010 (AVOG 2010) kennt folgende Abgabenbehörden des Bundes:
- Bundesministerium für Finanzen (§ 8)
- Finanzämter:
  - Finanzämter mit allgemeinem Aufgabenkreis (§ 13)
  - Finanzämter mit erweitertem Aufgabenkreis (§ 14)
  - Finanzamt mit besonderem Aufgabenkreis (§ 19): Finanzamt für Gebühren und Verkehrsteuern
- Zollämter (§ 27)

Die Zuständigkeit der Finanzämter und Zollämter als Finanzstrafbehörden erster Instanz ist im Finanzstrafgesetz (FinStrG) geregelt.
Nach dem Bundesgesetz über den unabhängigen Finanzsenat (UFSG) ist der unabhängige Finanzsenat mit seinen Außenstellen (Landessenate) in Feldkirch, Graz, Innsbruck, Klagenfurt, Linz, Salzburg und Wien Abgabenbehörde zweiter Instanz.